# Sgt. Pepper's Lonely Hearts Club Band (film)
Sgt. Peppers Lonely Hearts Club Band är en amerikansk långfilm från år 1978 som regisserades av Michael Schultz.

## Handling
Sgt. Pepper's Lonely Hearts Club Band bildas i en amerikansk småstad och blir stjärnor över en natt. Men snart förlorar de kontakten med sina rötter och får uppleva musikbranschens mörkare sidor.

## Om filmen
Filmen hade The Beatles och deras album Sgt. Pepper's Lonely Hearts Club Band som inspirationskälla. Beatles musik tolkas av de medverkande skådespelarna, och filmen innehåller även låtar av Beatles som inte finns med på Sgt. Pepper. Billy Preston, som sjunger Get Back i filmen, spelade piano på originalversionen med Beatles. Den enda låten från albumet Sgt. Pepper som inte framförs i filmen är Within You Without You.
Beatles skivproducent George Martin var med och producerade filmen.
Aerosmith var andrahandsvalet för att spela Future Villain Band. Förstahandsvalet var Kiss, men de avböjde eftersom de trodde att filmen kunde skada deras image. Istället medverkade Kiss i filmen Kiss Meets the Phantom of the Park.

## Rollista i urval
- Peter Frampton - Billy Shears
- Barry Gibb - Mark Henderson
- Robin Gibb - Dave Henderson
- Maurice Gibb - Bob Henderson
- Donald Pleasence - B.D. Hoffler
- Sandy Farina - Strawberry Fields
- Dianne Steinberg - Lucy
- Steve Martin - Dr. Maxwell Edison
- Aerosmith - Future Villain Band
- Earth, Wind & Fire - Sig själva
- Alice Cooper - Marvin Sunk
- Billy Preston - Sgt. Pepper